# Ганнон (сын Бомилькара)
Ганнон, сын Бомилькара — один из военачальников армии Карфагена в ходе Второй Пунической войны и племянник Ганнибала Барки, главнокомандующего сил Карфагена. Мать Ганнона была одной из трёх старших сестёр Ганнибала.
Когда армия Ганнибала достигла западного берега Роны (осень 218 года до н. э.), началась подготовка к переправе. Войско галлов собралось на восточном берегу, чтобы помешать пунийцам. Ганнон повёл небольшой отряд, чтобы переправиться севернее, незаметно для галлов. Отряд форсировал реку на небольших плотах и двинулся на юг, к месту переправы основных сил карфагенян. Ганнон подал дымовой сигнал Ганнибалу, что его люди на месте и готовы к атаке. Тогда Ганнибал стал переправлять свою конницу на лодках; как только первые всадники приблизились к восточному берегу, галлы двинулись к ним, готовясь уничтожить их. В этот момент отряд Ганнона атаковал врагов с тыла, вызвав замешательство в их рядах. Увидев, что они оказались меж двух огней, галлы разбежались.
В битве при Каннах Ганнон командовал нумидийской конницей на правом (северном) фланге войска карфагенян. Гасдрубал вёл в бой испанскую и кельтскую конницу на левом (южном, ближнем к Ауфиду) фланге карфагенской армии. У Гасдрубала было около 6500 всадников, а у Ганнона — 3500 нумидийцев. Силы Гасдрубала быстро разгромили римскую кавалерию на юге, обошли с тыла римскую пехоту и достигли римской союзной конницы на правом фланге, которая в этот момент сражалась с нумидийцами Ганнона. После уничтожения римской союзной конницы Ганнон и Гасдрубал смогли направить все силы своей кавалерии в тыл римской пехоте.
После победы в битве при Каннах, Ганнибал отправил своего младшего брата Магона с Ганноном в Луканию и Бруттий, с отрядом в 1200 нумидийских всадников для захвата земель. Они должны были мобилизовать 17 тыс войнов среди союзных Карфагену племён южной Италии, доведя общую численность своего войска до более чем 18 тыс. человек, а также взять под контроль два важнейших оплота римской власти в регионе: Петелию и Косентию. 
После отплытия Магона в Карфаген, Ганнон возглавлял 11 месячную осаду Петелии. С санкции Рима, город был вынужден сдаться из-за голода среди защитников (215 год до н. э.)Победоносно завершив осаду города, Ганнон тут же двинулся с войском к Косентии, население которой, в панике перед победоносным карфагенским генералом быстро капитулировало. Это сподвигло бруттиев на общее восстание против Рима. Собрав ополчение, бруттийцы выступили на осаду союзного римлянам Кротона. Сам Ганнон тем временем выдвинулся к Локрам, которые быстро перешли на его сторону. Карфагеняне тем самым получили в своё распоряжение крупный италийский порт, что облегчало связи с Карфагеном.